# ソビエト連邦国家賞
ソビエト連邦国家賞（USSR State Prize; ロシア語: Государственная премия СССР）はソビエト連邦における国家最高賞である。
最高賞として位置づけられた賞は政権の推移に伴い変遷があり
- 1925年-1935年, 1957年-1991年 レーニン賞
- 1940年-1954年 スターリン国家賞（別称:スターリン賞）
- 1964年-1991年 ソビエト連邦国家賞（スターリン国家賞の名称変更による）

として、国家の発展に寄与した労働者とりわけ科学技術、文学、芸術、建築のそれぞれの分野における顕著な貢献に対してそれぞれ年1度授与された。
ソビエト連邦国家賞（スターリン国家賞）とレーニン賞とは別の賞であるが、両方の賞を授賞された受賞者もいる。また何度も国家賞を授賞された受賞者も多く存在する。

## レーニン賞

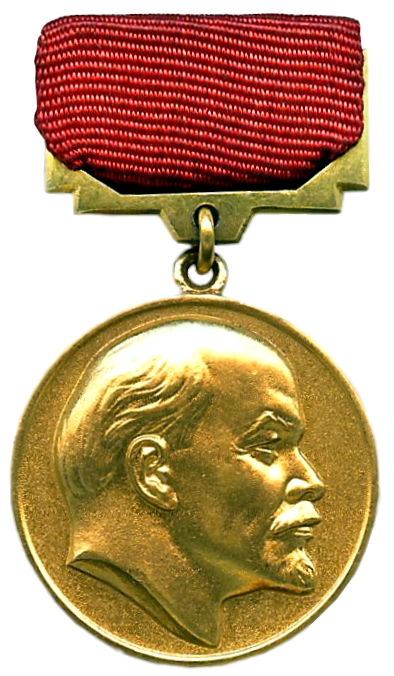
レーニン賞メダル

## スターリン国家賞

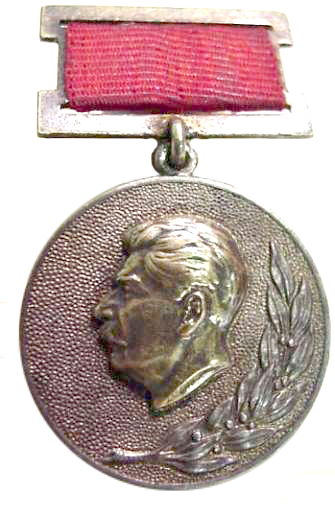
スターリン国家賞メダル

1940年、スターリン政権下において制定され、通称スターリン賞として知られた。
第1席から第3席までが与えられた。
受賞対象は科学、数学、文学、芸術、建築のそれぞれの分野における顕著な業績や国家や社会主義行政(共産国家主義)への貢献を行ったものに対して与えられた。
賞はしばしば個人に対してではなく行った業績や作品そのものに与えられることが多かった。従って同一人物が幾度も受賞した例も多い。
ショスタコーヴィチは批判と評価が繰り返された作曲家として著名であるが、その作品群に対してスターリン国家賞を6回受賞している。

## ソビエト連邦国家賞

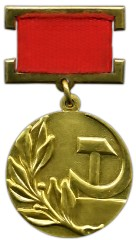
ソビエト連邦国家賞メダル

1953年のスターリン没後、フルシチョフによる1956年のスターリン批判により、時の政権はスターリングラード→ヴォルゴグラードと変更するなど、スターリンの名前を冠したあらゆるものを変更した。スターリン国家賞はその意義には変更はなかったが、名称をソビエト連邦国家賞（Государственные премии СССР）として1991年まで継続された。